# Sune på bilsemester
Sune på bilsemester är en svensk familjefilm från 2013 i regi av Hannes Holm. Filmens manus skrevs av Holm tillsammans med Sören Olsson och Anders Jacobsson och i rollerna ses bland andra William Ringström, Morgan Alling och Anja Lundqvist.

## Handling
Filmen följer Sune och hans familj på en resa genom Europa där målet är en liten by i Sydtyrolen, där mor och far Andersson firade sin smekmånad 20 år tidigare. I byn bor Sunes drömtjej men också en konstnär som skulle kunna göra familjen stenrik. Givetvis blir resan till byn i Tyrolen ej helt problemfri.

## Rollista (i urval)
| William Ringström        | – Sune             |
| Morgan Alling            | – Pappa Rudolf     |
| Anja Lundqvist           | – Mamma Karin      |
| Julius Jimenez Hugoson   | – Håkan Bråkan     |
| Hanna Elffors Elfström   | – storasyster Anna |
| Julia Dufvenius          | – Sabina           |
| Erik Johansson           | – Pontus           |
| Feline Andersson         | – Hedda            |
| Kajsa Halldén            | – Sofie            |
| Kalle Westerdahl         | – Ragnar           |
| Frida Hallgren           | – Yvonne           |
| Dao Molander Di Ponziano | – ung Nicole/Nora  |
| Claudia Galli Concha     | – Nicole           |

## Produktion
Filmen producerades av Patrick Ryborn och fotades av Mats Axby. Den hade biopremiär i Sverige den 25 december 2013.

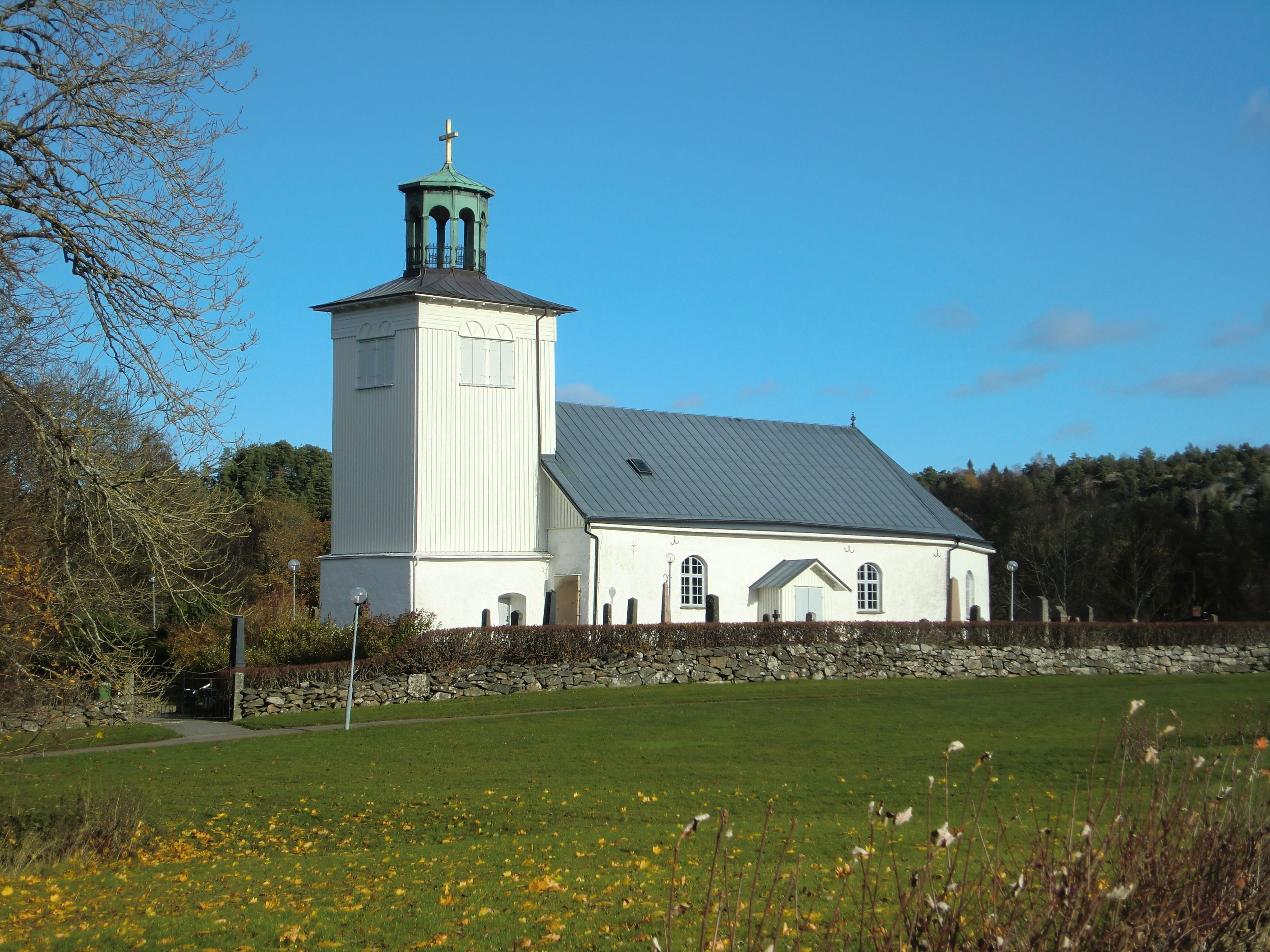
Nödinge kyrka var en av inspelningsplatserna.

Scenerna från kyrkbröllopet i inledningen spelades in vid Nödinge kyrka i början av juli 2013. Semesterscenerna spelades bland annat in i Hannover, Bolzano, Brennerpasset och Tyrolerbyn Margreid. Tivoliscenerna spelades in i Ravenna men ska föreställa centrala Tyskland.

## Mottagande
Filmen fick ett dåligt mottagande av kritiker och mottog betyg från ettor till treor och landade på ett snittbetyg på 2,3 på kritiker.se.
Sune på bilsemester sågs av 241 559 biobesökare i Sverige 2013 och blev det året den femte mest sedda svenska filmen i Sverige och 274 420 biobesökare 2014 och blev det året den fjärde mest sedda filmen. Totalt sågs filmen av 515 991 biobesökare.

## Utgivning
Filmen släpptes 2014 på DVD och Blu-ray.

### Fotnoter
1. 1 2 3 4  ”Sune på bilsemester”. Svensk filmdatabas. 29 augusti 2013. Arkiverad från originalet den 17 augusti 2016. https://web.archive.org/web/20160817121840/http://sfi.se/sv/svensk-filmdatabas/Item/?itemid=77373&type=MOVIE&iv=Basic. Läst 17 september 2016.
2. ↑  Maria Loewen (3 juli 2013). ”Bakom kulisserna på Sune-filmen”. Sveriges Radio. http://sverigesradio.se/sida/artikel.aspx?programid=125&artikel=5582491. Läst 23 februari 2015.
3. ↑  Måns Ivarsson (25 december 2013). ”Se Europas alla sidor genom Sunes ögon” (på svenska). Expressen. http://www.expressen.se/allt-om-resor/bilsemester/se-europas-alla-sidor-genom-sunes-ogon/. Läst 23 februari 2015.
4. ↑  ”Sune På Bilsemester (2013)”. https://kritiker.se/film/sune-pa-bilsemester/. Läst 20 juli 2022.
5. ↑  ”Filmåret i siffror 2013”. Svenska filminstitutet. 23 juni 2013. https://www.filminstitutet.se/globalassets/2.-fa-kunskap-om-film/analys-och-statistik/filmaret-i-siffror/filmaret-i-siffror-2013.pdf. Läst 12 juli 2022.
6. 1 2  ”Filmåret i siffror 2014”. Svenska filminstitutet. 23 juni 2014. https://www.filminstitutet.se/globalassets/2.-fa-kunskap-om-film/analys-och-statistik/filmaret-i-siffror/filmaret-i-siffror-2014.pdf. Läst 21 juli 2022.
7. ↑  ”Sune på bilsemester / regi Hannes Holm”. Svensk mediedatabas. 23 juni 2014. http://smdb.kb.se/catalog/id/003000649. Läst 5 juli 2015.